# 1983 في النمسا
فيما يلي قوائم الأحداث التي وقعت خلال عام 1983 في النمسا.

## سياسة

### تعيين في المنصب
- 24 مايو – هاينز فيشر Federal Minister of Science and Research  [لغات أخرى]‏.

### انتهاء فترة المنصب
- 31 مايو – هاينز فيشر عضو المجلس الوطني للنمسا.
- 14 يونيو – يورج هايدر عضو المجلس الوطني للنمسا.

## مواليد

### يناير
- 16 يناير – إيمانويل بوغاتيتز لاعب كرة قدم نمساوي.

### فبراير
- 16 فبراير – لوكاس ماير لاعب كرة يد نمساوي.

### مارس
- 16 مارس – بنيامين أورتنر لاعب كرة سلة نمساوي.

### يونيو
- 25 يونيو – مارك يانكو لاعب كرة قدم نمساوي.

### أغسطس
- 17 أغسطس – دانيال كوليرر لاعب كرة مضرب نمساوي.

### أكتوبر
- 3 أكتوبر – إيفون موسبرغر لاعبة كرة مضرب نمساوية.
- 15 أكتوبر – أندرياس إيفانشيتز لاعب كرة قدم نمساوي.

## وفيات

### مايو
- 24 مايو – فريتز سوتر (مواليد 1906)

### يونيو
- 14 يونيو – فرانشيسكا سيدل (مواليد 1892) فيزيائية نمساوية.

### أكتوبر
- 22 أكتوبر – إريك شميد (مواليد 1896) فيزيائي نمساوي.